# Jacek Kubiak (dziennikarz)
Jacek Rafał Kubiak (ur. 5 maja 1957 w Poznaniu) – polski dziennikarz, dokumentalista, opozycjonista w PRL.

## Rodzina i „Solidarność”
Syn Feliksa, radcy prawnego, i Sabiny Kubiak. Studiował polonistykę i germanistykę na Uniwersytecie im. Adama Mickiewicza w Poznaniu. W czasach studenckich i później zaangażowany w działalność opozycyjną: SKS i KOR – od 1977, NSZZ „Solidarność” – 1980.
Pierwsza siedziba Międzyzakładowego Komitetu Założycielskiego NSZZ „Solidarność” w Poznaniu mieściła się w mieszkaniu jego rodziców w robotniczej dzielnicy Wilda. Współzałożyciel, następnie przewodniczący KZ Niezależnego Zrzeszenia Studentów na UAM. Był przywódcą strajku studentów UAM w lutym 1981 r. Internowany 13 grudnia 1981 r. W latach 1981–1989 pracownik naukowy Zakładu Historii Literatury Instytutu Filologii Polskiej UAM.
W 2015 r. został laureatem nagrody honorowej „Świadek Historii” przyznanej przez Instytut Pamięci Narodowej.
Został odznaczony Odznaką „Zasłużony Działacz Kultury” (2002), Krzyżem Oficerskim Krzyżem Oficerskim Orderu Odrodzenia Polski (2006), Krzyżem Wolności i Solidarności (2022).

## Kariera telewizyjna i filmowa
Po upadku PRL odsunął się od działalności politycznej i rozpoczął karierę dziennikarską, był członkiem władz regionalnych i krajowych Stowarzyszenia Dziennikarzy Polskich (SDP) w latach 1988-1995. W latach 1990/1991 był dyrektorem Ośrodka TVP w Poznaniu. W roku 1993 założył spółkę Telenowa, która do 2012 r. wyprodukowała około 500 filmów dokumentalnych, reportaży, materiałów edukacyjnych i poradnikowych. W produkcjach Jacka Kubiaka dominują tematy z zakresu historii i sztuki oraz tematyka polsko-niemiecka. Za film o deportacjach obywateli polskich z ziem wcielonych do III Rzeszy (Jasnowłosa Prowincja, RBB/ARTE 2010), którego był autorem (wspólnie z Klausem Salge), otrzymał Polsko-Niemiecką Nagrodę Dziennikarską 2010. Deportacje te są też tematem wystawy Związku Miast Polskich Wypędzeni 1939..., przygotowanej przez zespół pod jego kierownictwem.
Stałym tematem dokumentalisyki Jacka Kubiaka jest także historia regionalna Wielkopolski, np. Znaki pamięci (1997-2001), cykl o ruchu oporu w Wielkopolsce podczas II wojny światowej, Poznań. Historie osobliwe (2002-2004), cykl o historii Poznania w epokach przedrozbiorowych, Alfabet Wielkopolski (2004-2007), cykl rozmów ze Stefanem Bratkowskim oraz Król czynu (2010), trzyodcinkowy dokument o księdzu Piotrze Wawrzyniaku.

## Publikacje naukowe
Od lat osiemdziesiątych publikował również szereg prac historycznoliterackich (najważniejsza z nich to antologia Spory o biedermeier, Poznań 2006). Publikował w prasie podziemnej i emigracyjnej (poznańskie czasopisma „VETO”, „Czas”, „Biuletyn wojenny”, paryski „Kontakt” oraz „Zeszyty Historyczne”, warszawska „Krytyka”). W latach 1988–1992 korespondent wiedeńskiego tygodnika „Profil”. W latach 1993–1995 był pracownikiem Instytutu Kultury Polskiej w Berlinie. Zainteresowania badawcze Jacka Kubiaka jako literaturoznawcy skupiają się wokół twórczości Józefa Ignacego Kraszewskiego, biedermeieru i późnego romantyzmu w literaturze polskiej i niemieckiej.